# 1951-es cannes-i filmfesztivál
A 4. Cannes-i Nemzetközi Filmfesztivál 1951. április 3. és 20. között került megrendezésre André Maurois, francia író elnökletével, miután a filmes seregszemle szervezői úgy döntöttek, hogy elkerülik az állandó ütközést a Velencei Mostrával és rendezvényüket ezentúl tavasszal tartják. A 29 különböző stílust képviselő 36 játékfilm és 39 rövidfilm vetítése – a fesztiválpalota mellett – a Croisette-el párhuzamos utcák kisebb moziinak intim termeiben zajlottak. A látogatottság nőtt, egyre több az értelmiségi és művész, de a sajtó képviselői csekély számban jelentek meg (a mérvadó New York Times például nem küldött tudósítót). A kezdődő hidegháború szele is megérintette a rendezvényt. A fesztivál akkori alapszabályára hivatkozva, miszerint a filmek vetítése nem sértheti a Cannes-ban jelen lévő más országok érzékenységét (alapszabály 5. cikkelye), a Szovjetunió azzal fenyegetőzött, hogy kivonul a fesztiválról, ha nem veszik ki a válogatásból a nyitóelőadásra szánt Die vier im jeep című svájci filmet, amelyben kifiguráznak egy orosz katonát. A szervezők erre kivették a versenyfilmek közül Szergej Geraszimov Oszvobozsgyennij Kitaj című dokumentumfilmjét is, mondván: a szovjet rezsim melletti propagandát szolgálja.
Mivel az előző évben a fesztivál ismét elmaradt pénzhiány miatt, a szervezők két év terméséből válogathattak, így némely rendező két filmmel is jelen lehetett. Még nem alakult ki stílus iránti elkötelezettség, vagy vonzalom. Nagy nyertese lett a fesztiválnak az olasz neorealizmus képviselője, Vittorio De Sica (Csoda Milánóban), valamint a klasszikus rendezéssel előrukkoló Alf Sjöberg (Júlia kisasszony) – megosztva kapták a nagydíjat. Ezzel Sjöberg lett az első azon kevés rendezők közül, akik kétszer vehették át a fesztivál fődíját. A legjobb rendezés díját vihette el Luis Buñuel, s a zsűri különdíját kapta Joseph L. Mankiewicz előző évben forgatott filmje, a Mindent Éváról. Rendkívüli díjat kapott Michael Powell és szerzőtársa, a magyar származású brit forgatókönyvíró, filmrendező és producer Emeric Pressburger, a Hoffmann meséi című zenés filmért. Díjat vehetett át a magyar–francia Kozma József, Marcel Carné Juliette ou la clé des songes című filmjének zenéjéért, melynek látványterveit egyébként az ugyancsak magyar származású Trauner Sándor készítette.
Ismét vetítettek magyar filmet Cannes-ban: a nagyjátékfilmek versenyében Keleti Márton Különös házassága volt látható, a kisfilmek között pedig Homoki Nagy István Egy kerecsensólyom története című opusa.
A bemutatott filmek neves színészei közül a nézők láthatták Elizabeth Taylor-t (Egy hely a nap alatt ), Gérard Philipe-et (Juliette ou la clé des songes), Szergej Bondarcsukot (Kavalier zolotoj zvezdi), valamint Benkő Gyulát és Temessy Hédit (Különös házasság).
Magyar vonatkozásként meg kell említeni, hogy A tiltott Krisztus című olasz versenyfilm operatőre a magyar származású Pogány Gábor volt.

## Zsűri
Elnök: André Maurois, író –  Franciaország

### Versenyprogram
- A. de Rouvre, filmproducer –  Franciaország
- Alexandre Kamenka, filmproducer –  Franciaország
- Carlo Rim, forgatókönyvíró –  Franciaország
- Gaby Morlay, színésznő –  Franciaország
- Georges Bidault miniszterelnök-helyettes felesége –  Franciaország
- Georges Raguis, a szakszervezet hivatalos képviselője –  Franciaország
- Guy Desson, a Nemzeti Filmközpont (CNC) hivatalos képviselője –  Franciaország
- Jacques Ibert, zeneszerző –  Franciaország
- Louis Chauvet, újságíró –  Franciaország
- Louis Touchagues, színész –  Franciaország
- Paul Verneyras, a CNC hivatalos képviselője –  Franciaország
- Paul Vialar, író –  Franciaország
- Paul Weill, filmkedvelő –  Franciaország
- René-Jeanne, filmkritikus –  Franciaország

### Rövidfilmek
- Fred Orain, filmproducer –  Franciaország
- Jean Thevenot, újságíró –  Franciaország
- Marcel de Hubsch, filmproducer –  Franciaország
- Marcel Ichac, filmrendező –  Franciaország

## Nagyjátékfilmek versenye
- A Place In The Sun (Egy hely a nap alatt)[4] – rendező: George Stevens
- All About Eve (Mindent Éváról)[3] – rendező: Joseph L. Mankiewicz
- Ballarasa – rendező: Jose Antonio Nieves Conde
- Bright Victory[5] – rendező: Mark Robson
- Caiçara – rendező: Adolfo Celi
- Debla, la virgen gitana – rendező: Ramon Torrado
- Der fallende stern – rendező: Jacob Geis
- Die tödlichen träume – rendező: Paul Martin
- Die vier im jeep – rendező: Leopold Lindtberg
- Doña Diabla – rendező: Tito Davidson
- Édouard et Caroline (Edouard és Caroline) – rendező: Jacques Becker
- Fröken Julie (Júlia kisasszony) – rendező: Alf Sjöberg
- I teleftaia apostoli – rendező: Níkosz Cifórosz
- Identité judiciaire – rendező: Hervé Bromberger
- Il camino della speranza (A reménység útja) – rendező: Pietro Germi
- Il Cristo proibito (A tiltott Krisztus) – rendező: Curzio Malaparte
- Juliette ou la cléf des songes – rendező: Marcel Carné
- Kavalier zolotoj zvezdi – rendező: Juli Raizman
- Különös házasság – rendező: Keleti Márton
- La balandra Isabel Llego esta tarde – rendező: Luis Guillermo Villegas Blanco, Carlos Hugo Christensen
- La danza del fuego – rendező: Daniel Tinayre
- La honradez della cerrauda – rendező: Luis Escobar
- Los isleros – rendező: Lucas Demare
- Los olvidados (Elhagyottak) – rendező: Luis Buñuel
- Marihuana – rendező: León Klimovsky
- Miracolo a Milano (Csoda Milánóban) – rendező: Vittorio De Sica
- Muszorgszkij – rendező: Grigorij Rosal
- Napoli milionaria – rendező: Eduardo De Filippo
- Oszvobozsgyennij Kitaj – rendező:  Szergej Geraszimov
- Pytlákova Schovanka – rendező: Martin Fric
- Robinson warszawski – rendező: Jerzy Zarzycki
- Rumbo – rendező: Ramon Torrado
- Spiegel van Holland – rendező: Bert Haanstra
- The Browning Version (Felsőbb osztályba léphet) – rendező: Anthony Asquith
- The Sin of Harold Diddlebock[6] (Mit csinált Diddlebock szerdán?) – rendező: Preston Sturges
- The Tales of Hoffmann (Hoffmann meséi) – rendező: Michael Powell, Emeric Pressburger

## Rövidfilmek versenye
- Asi es Madrid – rendező: Joaquim Soriano Roesset
- Azerbaidjan soviétique – rendező: F. Kisziljov, Muhtar Dadasev
- Bali, eiland der Goden – rendező: Nikola Drakulic
- Bim – rendező: Albert Lamorisse
- Carnet de plongées – rendező: Jacques-Yves Cousteau
- Chasseurs du pôle nord – rendező: Nils Rasmussen
- Colette – rendező: Yannick Bellon
- Der gelbe dom – rendező: Eugen Schumacher
- Der goldene brünnen – rendező: H.Walter Kolm-Veltée
- Der zee ontrukt – rendező: Herman van der Horst
- Egy kerecsensólyom története – rendező: Homoki Nagy István
- En Sevilla hay una feria – rendező: Joaquim Soriano Roesset
- Epeira – rendező: Alberto Ancillotto
- Esthonie soviétique – rendező: V. Tomber, I. Guidine
- Ett Horn i Norr – rendező: Arne Sucksdorff
- Family Portrait – rendező: Humphrey Jennings
- Festival Time – rendező: M. Bhavnani
- Homme des oasis – rendező: Georges Reginier
- Inondations – rendező: Al Stark, Morten Parker
- L'Algérie humaine – rendező: Jean-Charles Carlus
- L'Autre moisson – rendező: René Lucot
- La tragedia dell’Etna – rendező: Domenico Paolella
- La vie du riz – rendező: Jinkichi Ohta
- La voie est-ouest – rendező: K. Gordon
- Les anciens canadiens – rendező: Bernard Devlin
- Lettonie soviétique – rendező: F. Kisziljov
- Magnetism – rendező: John Durst
- Na Sutjesci – rendező: Pjer Majhrovski
- New Pioneers – rendező: Baruch Dienar
- Nôtre Dame de Luxembourg – rendező: Florent Antony
- Oton Jupancsics – rendező: France Kosmac
- Private Life of a Silk Worm – rendező: Mohan Dayaram Bhavnani
- Rajasthan N° 1 – rendező: Mohan Dayaram Bhavnani
- River of Steel – rendező: Peter Sachs
- Schwarze gesellen – rendező: Prof. Walter Hege
- Suite de danses berbères – rendező: Serge Debeque
- Turay – rendező: Enrico Gras
- Ukraine en fleur – rendező: Mihail Szluckij
- Vertigo – rendező: Eusebio Fernández Ardavin

## Díjak

### Nagyjátékfilmek
- Nagydíj:
  - Miracolo a Milano (Csoda Milánóban)[4] – rendező: Vittorio De Sica
  - Fröken Julie (Júlia kisasszony) – rendező: Alf Sjöberg
- A zsűri különdíja: All About Eve (Mindent Éváról)[3] – rendező: Joseph L. Mankiewicz
- Legjobb rendezés díja: Los olvidados (Elhagyottak) – rendező: Luis Buñuel
- Legjobb női alakítás díja: Bette Davis – All About Eve (Mindent Éváról)[3]
- Legjobb férfi alakítás díja: Michael Redgrave – The Browning Version (Felsőbb osztályba léphet)
- Legjobb forgatókönyv díja: The Browning Version (Felsőbb osztályba léphet) – forgatókönyvíró: Terence Rattigan
- Legjobb filmzene díja: Juliette ou la cléf des songes – zeneszerző: Kozma József
- Legjobb operatőr díja: La balandra Isabel Llego esta tarde – operatőr: Luis-Maria Beltran
- Legjobb díszlet díja: Muszorgszkij – díszlettervező: Szuvorov A. Veksler
- Rendkívüli díj:
  - Michael Powell – The Tales of Hoffmann (Hoffmann meséi)
  - Emeric Pressburger – The Tales of Hoffmann (Hoffmann meséi)
- Legjobb rövidjátékfilm díja: Spiegel van Holland – rendező: Bert Haanstra
- Technikai nagydíj:  The Tales of Hoffmann (Hoffmann meséi) – rendező: Michael Powell, Emeric Pressburger

### Rövidfilmek
- A Nemzetközi Filmfesztivál nagydíja a legjobb tudományos filmnek: La tragedia dell’Etna – rendező: Domenico Paolella
- A zsűri különdíja:
  - F. Kisziljov – Azerbaidjan soviétique
  - F. Kisziljov – Lettonie soviétique
  - I. Guidine – Esthonie soviétique
  - K. Gordon – La voie est-ouest
  - Mihail Szluckij – Ukraine en fleur
  - Muhtar Dadasev – Azerbaidjan soviétique
  - V. Tomber – Esthonie soviétique
- Technikai nagydíj – Carnet de plongées – rendező: Jacques-Yves Cousteau